# Monte Imerovigli
Il monte Imerovigli (o Merovigli) è la montagna più alta dell'isola di Fano (Othoni) situata nelle Isole Diapontie, a nord-ovest di Corfù. 
Dista circa 2 km dall'insediamento Chōrio. Ha un'altezza che supera i 390 metri ed è accessibile da un sentiero tradizionale lungo circa 1300 metri, che porta alla cima della montagna dove ogni visitatore può osservare la vista del mare Ionio e Adriatico.